# Extract (película)
Extract es una película de 2009 escrita y dirigida por Mike Judge. Es protagonizada por Jason Bateman, Mila Kunis, Kristen Wiig, Dustin Milligan, J.K. Simmons y Ben Affleck. Juge también hace una aparición no acreditada como 'Jim'.

## Sinopsis
Joel, el propietario de una planta de extracción, trata de lidiar con problemas personales y profesionales, como su esposa infiel y sus empleados que quieren aprovecharse de él.

## Elenco
- Jason Bateman como Joel.
- Ben Affleck como Dean.
- Kristen Wiig como Suzie.
- Mila Kunis como Cindy.
- Clifton Collins, Jr. como Step.
- Dustin Milligan como Brad.
- Gene Simmons como Joe Adler.
- J.K. Simmons como Brian.
- David Koechner como  Nathan.
- Beth Grant como Mary.
- T.J. Miller como Rory.
- Matt Schulze como Willie.
- Jenny O'Hara como Secretaria de Joel.
- Mike Judge (no acreditado) como Jim.
- Hal Sparks y Nick Thune como empleados de tienda de música.